# 帕森斯格羅夫 (亞利桑那州)
帕森斯格羅夫（英語：Parsons Grove）是位於美國亞利桑那州皮納爾縣的一個非建制地區。該地的面積和人口皆未知。

## 地理
帕森斯格羅夫的座標為32°49′28″N 110°28′34″W / 32.82444°N 110.47611°W，而該地的平均海拔高度為1385米（即4544英尺）。